# نيكولاس تشافيز
نيكولاس تشافيز (بالإسبانية: Nicolás Chávez) هو لاعب كرة قدم أرجنتيني في مركز الوسط، ولد في 1 يوليو 2001 في الأرجنتين. لعب مع تشاكاريتا جيونيورز.

## وصلات خارجية
- نيكولاس تشافيز على موقع قاعدة بيانات كرة القدم.إي يو (الإنجليزية)
- نيكولاس تشافيز على موقع Soccerway.com (الإنجليزية)